# Eurovision Song Contest 2010
Eurovision Song Contest 2010 var den 55:e Eurovision Song Contest-tävlingen. Tävlingen ägde rum i Telenor Arena i området Fornebu i Bærums kommun i Akershus fylke i södra delen av Storosloområdet i Norge. Norge hade uppdraget att arrangera tävlingen sedan Alexander Rybak vunnit 2009 års Eurovision Song Contest med låten "Fairytale". Det var tredje gången Norge stod som värd för tävlingen; de tidigare tillfällena var 1986 och 1996. Semifinalerna ägde rum den 25 och 27 maj 2010 och finalen arrangerades den 29 maj. I likhet med Eurovision Song Contest 1999 är detta det senaste datum som finalen någonsin ägt rum på. Vinnare blev Tysklands Lena Meyer-Landrut med låten "Satellite".
Mottot var "Dela ögonblicket". Innan artisternas framträdanden visades korta videoklipp inspelade i varje deltagande land och under finalen visades även livebilder från 38 av totalt 39 webbkameror uppställda i olika vardagsrum i alla deltagande länder. Bilder från webbkamerorna användes också i början av showen, efter sångframträdandet och i pausen (mellan sångpresentationerna och tillkännagivandet av resultaten). Pausen bestod av livebilder och filmmaterial (som klipptes in live) som avslutades i en av världens största flashmobdanser, "Eurovision Flash Mob Dance" till låten "Glow" av Madcon.
Omröstningsförfarandet som använts i semifinalerna förändrades detta år, genom att man införde en kombination av nationell jury och telefonröster, ett system som användes i finalen året innan. 39 länder deltog i tävlingen i och med att Georgien återvände till tävlingen samtidigt som fyra länder som deltog 2009 (Andorra, Tjeckien, Ungern, och Montenegro) under hösten 2009 meddelade sitt avhopp från årets upplaga. Litauen bekräftade till en början att de inte hade råd att deltaga, men tack vare sponsorer kunde de ändå skicka en representant.
Den 7 februari lottades vilka länder som skulle tävla i respektive semifinal och den 23 mars hölls startordningslottningen. Senast den 22 mars skulle alla länder ha valt bidrag, något som Ukraina inte hann göra och därmed fick de betala en straffavgift. Den 24 mars valde de sitt bidrag.

## Tävlingsupplägg

### Röstningen
Den 11 oktober 2009 meddelade European Broadcasting Union (EBU) att formatet på semifinalerna skulle komma att ändras. Från och med 2010 års tävling infördes 50/50-systemet som fanns i 2009 års final även i semifinalerna. Resultaten av semifinalerna fastställdes genom en kombination av 50% nationell jury och 50% telefonröster. De tio länder som fått högst poäng i respektive semifinal kvalificerade sig till finalen.
Den 26 oktober 2009 meddelade EBU att man skulle kunna ringa och telefonrösta under hela programmet, från det att programmet startade till cirka 15 minuter efter sista låten spelats. Tidigare år hade man bara kunnat telefonrösta sedan sista låten spelats.

### Jurygrupperna
I semifinalerna hade varje tävlande land en nationell jury. En av orsakerna till att EBU införde juryn var för att politisk röstning/svågerpolitik inte skulle avgöra semifinalerna vilket EBU hoppades juryn skulle stoppa.[källa behövs] Det var endast de länder som tävlade i semifinalen som kunde rösta, dock inklusive tre direktkvalificerade länder i semifinal 1 och två direktkvalificerade länder i semifinal 2. Juryn bestod av fem personer som har jobbar/jobbat med musik, exempelvis som låtskrivare, artist etc. Ingen av jurymedlemmarna fick arbeta för ett annat tävlande lands deltagare, utan allt skulle vara helt opartiskt. Även i finalen hade varje land en nationell jurygrupp. I finalen röstar alla länder.

### Programledare
Den 10 mars 2010 meddelade NRK att Nadia Hasnaoui, Erik Solbakken och Haddy N'jie skulle vara programledare. De ledde både semifinalerna och finalen. EBU och NRK meddelade att Erik Solbakken och Haddy N'jie skulle öppna showerna och presentera och mingla med artisterna. Nadia Hasnaoui skötte röstningsmomentet och tog emot poängen från länderna. Det var andra gången i tävlingens historia som det var tre programledare i tävlingen.
Innan beskedet om programledarna hade kommit, spekulerades det i norska medier om vilka TV-personligheter som skulle bli programledare för tävlingen. NRK-programledarna Jon Almaas och Fredrik Skavlan på programmen "Nytt på nytt" och "Først & sist" samt TV2-duon Thomas Numme och Harald Rønneberg var personer som hade diskuterats som programledare för evenemanget. Tidningen "Dagbladet" gjorde en undersökning om vem läsarna skulle vilja se som programledare. Även Bobbysocks bestående av Elisabeth Andreassen och Hanne Krogh, som vann Eurovision Song Contest med La det swinge år 1985, hade nämnts som programledarkandidater.

### Arenan
Den norska kulturministern Trond Giske och chefen för NRK, Hans-Tore Bjerkaas, enades om en budget på 17 miljoner euro (150 miljoner norska kronor). Detta belopp var lägre än det belopp som spenderats i Moskva, men var större än det belopp som var använts vid 2007 års tävling i Helsingfors. NRK blev tvungna att stryka vissa andra större programsatsningar för att ha råd att arrangera tävlingen. Under pågående repetitioner meddelade NRK att om man vann tävlingen även det här året, så skulle man inte ha råd att arrangera tävlingen nästkommande år.
På en presskonferens i Oslo den 27 maj 2009 meddelades att tävlingen skulle att hållas i huvudstaden Oslo med omnejd. NRK hävdade att Oslo var den enda staden med erforderlig kapacitet, lokaler och infrastruktur för att kunna hålla tävlingen. Dock var det fler städer runt om i Norge som var intresserade av att bli värdstäder. Den 3 juli 2009 bestämde NRK att tävlingen skulle äga rum i den nybyggda Fornebu Arena, även känd som Telenor Arena.
Vykorten som spelades upp mellan bidragen var för första gången förlagda i arenan. Kameran åkte runt i arenan samtidigt som vykortet för det aktuella landet visades.

## Större händelser kring Eurovisionen

### Kontroverserna kring Ukraina
I december 2009 valde Ukrainas nationella TV-bolag NTU internt ut Vasyl Lazarovich att representera landet. Den 6 mars 2010 valdes hans bidrag "I Love You" ut via en nationell uttagning. Men när NTU fick nya programchefer efter landets presidentval fick inte längre Vasyl representera sitt hemland, eftersom tv-ledningen ansåg att låten inte var tillräckligt bra. Istället valde NTU att göra om hela uttagningen, endast ett par dagar före EBU:s deadline. Man gjorde en ny final med 20 deltagare (där Vasyl deltog med sitt forna vinnarbidrag). Vinnaren blev artisten Alyosha med låten "To be free". Bara timmar efter den nya finalen slutat kom det fram att låten bryter mot 1 oktoberregeln, den regel som säger att vinnarbidragen inte får ha varit publicerade före den 1 oktober 2009. Det kom fram att låten legat på Alyoshas MySpace sedan 2008, vilket gjorde att låten diskvalificerades. När detta skedde hade EBU:s deadline gått ut för att hitta bidrag. Ukrainas delegation åkte till Oslo den 22 mars utan bidrag. Detta gjorde att EBU:s referensgrupp valde att ge Ukraina en straffavgift för att de inte levererat sitt bidrag i tid.Referensgruppen beslutade att Ukraina var tvungna att senast den 26 mars ha valt ett nytt bidrag och eventuellt en ny artist. Den 24 mars valde Ukraina att låta Alyosha framföra låten "Sweet People" istället. Låten slutade senare på tionde plats i finalen.

### Vulkanutbrott drabbade Eurovisionen
På grund av askmolnet från vulkanen Eyjafjallajökull tvingades EBU justera planeringen av tävlingen. Schemaläggningen av inspelning av landsvykorten påverkades. När nya askmoln dök upp samtidigt som repetitionerna för artisterna pågick för fullt i Oslo tvingades Irland och Nederländerna ta omvägar för att hinna till Oslo i tid. Nederländernas och Irlands delegationer hann komma till Oslo i tid till sina repetitioner. Däremot tvingades Storbritanniens delegation åka en 48-timmarsfärja till Oslo. Dock lyckades även Storbritanniens delegation komma till Oslo i tid för sin första repetition den 22 maj.

### Sverige missade finalen
För första gången under de 50 år som Sverige deltagit i Eurovision Song Contest röstades inte Sverige vidare till finalen. Så länge Sverige deltagit i tävlingen (sedan 1958 med undantag för 1964, 1970 och 1976) hade Sverige alltid lyckats nå finalen. En av förklaringarna till denna långvariga finalsvit kan vara att det först på 90-talet var möjligt att inte kvala in (innan dess hade alla deltagare gått till final). Från och med 2004 instiftades en semifinal och Sverige missade finalen 2010 med fem poängs marginal.
Efter att finalen hållits visade det sig att Sverige hamnat bäst av de som ej gick vidare, det vill säga på tjugosjätte plats.
Om enbart tv-tittarna hade haft makten i tävlingen hade Sverige gått vidare till finalen. En av anledningen till att Sverige åkte ut var att svenska juryn/tittarna gav Cypern 6 poäng. Eftersom det saknades 5 poäng för att Sverige skulle gå till finalen istället för Cypern som kom på 10:e och sista plats att gå till finalen, var de svenska poängen avgörande.
En möjlig orsak är att de internationella jurygrupperna som användes i Melodifestivalen placerade Sveriges bidrag endast som sjua, vilket uppfattas som att det förutsade hur det skulle gå för Sverige om man tog det bidraget. De internationella jurygrupperna hade ”Keep on Walking” med Salem al Fakir som favorit, vilket kanske hade lett till en bättre placering med hjälp av det bidraget. ”This is my life” hamnade som 11:e i semifinalen till juryns favör, vilket det också blev i kombination med tittarrösterna som i sin tur placerade ”This is my life” som 9:e plats, vilket hade lett till en finalplats.

### Störning i Spaniens nummer
Mitt i Spaniens nummer i finalen hoppade plötsligt en man vid namn Jimmy Jump upp på scenen och ställde sig i den spanska truppen. Under 20 sekunder stod han med och dansade för sig själv innan säkerhetsvakter kom upp på scenen och grep honom. Han dömdes senare till 15 000 norska kronor i böter.
Trots störningen fortsatte Spaniens artist Daniel Diges att sjunga låten. Efteråt beslutade EBU:s dåvarande högste chef, Svante Stockselius, att man på grund av det som hänt skulle låta Spanien ta om sitt nummer.

### "Big Four"-vinst
För andra gången i Eurovisionens historia vann Tyskland. Vinsten innebar att ett "Big Four"-land vann tävlingen för första gången sedan "Big Four"-systemet infördes år 1999. Tysklands bidrag var sedan tidigare favorittippad att vinna tävlingen.

## Tävlande länder

Länder som deltog i finalen.
Länder som inte tog sig till final.
Länder som tävlat förut men inte deltog 2010.

EBU bekräftade på en presskonferens den 13 maj 2009 att länder som Kazakstan, Palestina och Qatar inte är berättigade att vara med i framtiden då de geografiskt befinner sig utanför det europeiska sändningsområdet. Det sades också att det inte finns några nya potentiella aktiva länder eftersom alla som är berättigade redan är med, men det kan finnas nya sändningsföretag i europeiska länder som redan har minst en medlem.
EBU meddelade tidigt under sommaren 2009 att man skulle försöka få gamla länder att återkomma till tävlingen. Men vare sig Italien, Monaco eller Österrike valde att återkomma. Luxemburg var under hösten 2009 intresserade av att återkomma till tävlingen, men de bestämde sig för att inte deltaga. San Marino uttryckte sitt intresse av att återvända till tävlingen efter sitt avhopp efter 2008 års tävling, men den 15 december 2009 meddelade de att de inte skulle återvända till tävlingen på grund av ekonomiska problem.
Georgien återvände till tävlingen 2010, efter att ha hoppat av 2009 års tävling.
Däremot valde Tjeckien, Andorra, Montenegro och Ungern som tävlade i 2009 års Eurovision att inte delta 2010. Tjeckiens anledning var att landet hittills, de tre år som de tävlat, aldrig har lyckats kvalificera sig till finalen, utan som bäst har slutat på plats 40. Andorras, Montenegros och Ungerns anledning var att de inte hade råd att deltaga 2010.
I december 2009 skulle EBU besluta om huruvida Liechtenstein skulle få medlemskap i EBU och därmed få delta i Eurovision Song Contest. Liechtenstein meddelade under hösten 2009 att de skulle försöka få medlemskap till tävlingen 2010, men sedan drog de tillbaka sin intresseanmälan. Istället ska de försöka komma med till 2011 års tävling.

## Semifinalerna

Tävlande länder i semifinal 1
Tävlande länder i semifinal 2
Extraröstande länder i semifinal 1
Extraröstande länder i semifinal 2

34 av de 39 tävlande länderna i 2010 års Eurovision var tvungna att kvalificera sig genom semifinaler. Från varje semifinal gick de tio länder som fått högst poäng, genom en kombination av jury- och telefonröster i varje land, till finalen. Sammanlagt blev det alltså 20 länder av 34 som tog sig till finalen. Semifinalerna sändes den 25 och 27 maj. Programledare i semifinalerna var Nadia Hasnaoui, Erik Solbakken och Haddy N'jie, som även var programledare för finalen 29 maj.
Lottningen om vilka länder som skulle tävla i respektive semifinal utfördes den 7 februari 2010, medan startordningen lottades den 23 mars. Senast den 22 mars skulle de tävlande länderna ha valt artist och bidrag.

### Semifinalsdragningen
Semifinalsdragningen hölls den 7 februari 2010, där man lottade om vilka semifinalländer som skulle tävla i respektive semifinal. Innan dragningen skedde hade EBU delat in de 34 länderna i fem grupper, baserade på geografiskt läge samt resultat från tidigare år. Från varje grupp gick fyra länder till den ena semifinalen och tre till den andra, utom i den sista gruppen där tre var gick till respektive semifinal. Detta eftersom den sista gruppen innehöll endast sex länder. I semifinalsdragningen lottade man även om i vilken semifinal som de direktkvalificerade finalländerna (The Big Four och Norge) var tvungna att sända och rösta i. Det var det tredje året som man lottade om vilka länder som ska tävla i respektive semifinal. 

Som en del av lottningen lottade man också om vilka länder i semifinalerna som skulle starta i den första respektive andra delen i varje semifinal. Detta gjorde man eftersom alla delegater skulle veta vilken dag man skulle repetera i arenan i maj.
Lottningen av semifinalsdragningen startordningen leddes av NRK-profilen Peter Svaar.
| Grupp 1                                                                                      | Grupp 2                                                               | Grupp 3                                                                           | Grupp 4                                                                    | Grupp 5                                                        |
| -------------------------------------------------------------------------------------------- | --------------------------------------------------------------------- | --------------------------------------------------------------------------------- | -------------------------------------------------------------------------- | -------------------------------------------------------------- |
| - Albanien - Bosnien och Hercegovina - Kroatien - Makedonien - Schweiz - Serbien - Slovenien | - Danmark - Estland - Finland - Island - Lettland - Litauen - Sverige | - Azerbajdzjan - Georgien - Israel - Moldavien - Ryssland - Ukraina - Vitryssland | - Armenien - Belgien - Cypern - Grekland - Malta - Nederländerna - Turkiet | - Bulgarien - Irland - Polen - Portugal - Rumänien - Slovakien |

### Semifinal 1
- Den första semifinalen sändes den 25 maj från Telenor Arena i Oslo.
- De tio länder som fick högst antal poäng, genom en kombination av jury- och telefonröster i varje land kom att gå till finalen den 29 maj.
- Frankrike, Spanien och Tyskland måste sända och rösta i semifinal 1. Frankrike bad EBU om att få byta semifinal, de lottades till den andra semifinalen från början.[38]
- Den 23 mars lottades startordningen för finalen. Serbien och Vitryssland lottades först och blev därför "wildcards" som fick bestämma sitt startnummer själva. Övriga länder lottades till sitt startnummer.
- Inga poäng eller placeringar för semifinalen avslöjades förrän finalen hade avgjorts(man fick dock reda på vilka som gick vidare men inget om den exakta placeringen för de som åkte ut eller gick vidare). Detta för att inget land skulle kunna få fördelar genom att man medvetet vet hur landet placerade sig i semifinalen. Däremot gick EBU ut med på en presskonferens dagen efter semifinalen med att det skiljde bara tre poäng mellan 10:an och 11:an. Dessutom var det i ett land, man har inte sagt vilket, endast använt sig av juryröster, för att det var för få som telefonröstade.[39]
- I vissa länder blev sändningen osynkad, dvs. ljudet låg före bilden. EBU meddelade efter sändningen att TV-sändningen från NRK var helt okej, så felet låg hos de nationella TV-bolagens utsändningar.[40]
- Samtliga 39 tävlande länder sände semifinalen. Utöver dessa sändes den även i Ungern, Montenegro, Kosovo, Kazakstan, Australien och Nya Zeeland.

| Nr | Land                    | Artist                                  | Sång                  | Översättning | Språk             | Placering | Poäng |
| -- | ----------------------- | --------------------------------------- | --------------------- | ------------ | ----------------- | --------- | ----- |
| 1  | Moldavien               | Sun Stroke Project & Olia Tira          | Run Away              | —            | engelska          | 10        | 52    |
| 2  | Ryssland                | Peter Nalitch & Friends                 | Lost And Forgotten    | —            | engelska          | 7         | 74    |
| 3  | Estland                 | Malcolm Lincoln & Manpower 4            | Siren                 | —            | engelska          | 14        | 39    |
| 4  | Slovakien               | Kristína Peláková                       | Horehronie            | —            | slovakiska        | 16        | 24    |
| 5  | Finland                 | Kuunkuiskaajat                          | Työlki ellää          | —            | finska            | 11        | 49    |
| 6  | Lettland                | Aisha                                   | What For              | —            | engelska          | 17        | 11    |
| 7  | Serbien                 | Milan Stanković                         | Ovo je Balkan         | —            | serbiska          | 5         | 79    |
| 8  | Bosnien och Hercegovina | Vukašin Brajić                          | Thunder and Lightning | —            | engelska          | 8         | 59    |
| 9  | Polen                   | Marcin Mroziński                        | Legenda               | —            | engelska, polska  | 13        | 44    |
| 10 | Belgien                 | Tom Dice                                | Me and My Guitar      | —            | engelska          | 1         | 167   |
| 11 | Malta                   | Thea Garrett                            | My Dream              | —            | engelska          | 12        | 45    |
| 12 | Albanien                | Juliana Pasha                           | It's All About You    | —            | engelska          | 6         | 76    |
| 13 | Grekland                | Giorgos Alkaios & Friends               | Opa                   | —            | grekiska          | 2         | 133   |
| 14 | Portugal                | Filipa Azevedo                          | Há dias assim         | —            | portugisiska      | 4         | 89    |
| 15 | Makedonien              | Gjoko Taneski feat. Billy Zver & Pejcin | Jas Ja Imam Silata    | —            | makedonska        | 15        | 37    |
| 16 | Vitryssland             | 3+2 feat. Robert Wells                  | Butterflies           | —            | engelska          | 9         | 59    |
| 17 | Island                  | Hera Björk                              | Je ne sais quoi       | —            | engelska, franska | 3         | 123   |

Det tio länder som kvalificerade sig till finalen avslöjades i följande ordning:
- Bosnien och Hercegovina
- Moldavien
- Ryssland
- Grekland
- Portugal
- Vitryssland
- Serbien
- Belgien
- Albanien
- Island

### Semifinal 2
- Den andra semifinalen sändes den 27 maj från Telenor Arena i Oslo.
- De tio länder som fått högst antal poäng, genom en kombination av jury- och telefonröster i varje land kom att gå till finalen den 29 maj.
- Norge och Storbritannien måste sända och rösta i semifinal 2.
- Den 23 mars lottades startordningen för finalen. Schweiz och Bulgarien lottades först och blev därför "wildcards" som fick bestämma sitt startnummer själva. Övriga länder lottades till sitt startnummer.
- Inga poäng eller placeringar för semifinalen avslöjades förrän finalen hade avgjorts. Detta för att inget land skulle kunna få fördelar genom att man medvetet vet hur landet placerade sig i semifinalen(man fick dock reda på vilka som gick vidare men inget om den exakta placeringen för de som åkte ut eller gick vidare).
- För första gången sedan kvalomgångarna infördes 2004 missade Sverige finalen. Däremot var Sverige endast fem poäng från att gå vidare.

| Nr | Land          | Artist                               | Sång                         | Översättning | Språk                | Placering | Poäng |
| -- | ------------- | ------------------------------------ | ---------------------------- | ------------ | -------------------- | --------- | ----- |
| 1  | Litauen       | InCulto                              | Eastern European Funk        | —            | engelska             | 12        | 44    |
| 2  | Armenien      | Eva Rivas                            | Apricot Stone                | —            | engelska             | 6         | 83    |
| 3  | Israel        | Harel Skaat                          | Milim                        | —            | hebreiska            | 8         | 71    |
| 4  | Danmark       | Christina Chanée & Tomas N'evergreen | In a Moment Like This        | —            | engelska             | 5         | 101   |
| 5  | Schweiz       | Michael von der Heide                | Il pleut de l'or             | —            | franska              | 17        | 2     |
| 6  | Sverige       | Anna Bergendahl                      | This Is My Life              | —            | engelska             | 11        | 62    |
| 7  | Azerbajdzjan  | Safura Alizadeh                      | Drip Drop                    | —            | engelska             | 2         | 113   |
| 8  | Ukraina       | Alyosha                              | Sweet People                 | —            | engelska             | 7         | 77    |
| 9  | Nederländerna | Sieneke                              | Ik ben verliefd (Sha-la-lie) | —            | nederländska         | 14        | 29    |
| 10 | Rumänien      | Paula Seling & Ovi                   | Playing with Fire            | —            | engelska             | 4         | 104   |
| 11 | Slovenien     | Roka Žlindre & Kalamari              | Narodnozabavni rock          | —            | slovenska            | 16        | 6     |
| 12 | Irland        | Niamh Kavanagh                       | It's for You                 | —            | engelska             | 9         | 67    |
| 13 | Bulgarien     | Miro                                 | Angel si ti                  | —            | bulgariska, engelska | 15        | 19    |
| 14 | Cypern        | Jon Lilygreen & The Islanders        | Life Looks Better in Spring  | —            | engelska             | 10        | 67    |
| 15 | Kroatien      | Feminnem                             | Lako je sve                  | —            | kroatiska            | 13        | 33    |
| 16 | Georgien      | Sopo Nizjaradze                      | Shine                        | —            | engelska             | 3         | 106   |
| 17 | Turkiet       | maNga                                | We Could Be the Same         | —            | engelska             | 1         | 118   |

Det tio länder som kvalificerade sig till finalen avslöjades i följande ordning:
- Georgien
- Ukraina
- Turkiet
- Israel
- Irland
- Cypern
- Azerbajdzjan
- Rumänien
- Armenien
- Danmark

## Finalen
Finalen ägde rum i Telenor Arena, Oslo, Baerum, Norge den 29 maj.
De 25 finalisterna var: 
- "The Big Four", alltså Storbritannien, Frankrike, Spanien och Tyskland. (Dessa är markerade med '4Q')
- Värdlandet Norge. (Är markerad WQ)
- De tio länderna som fick högst antal poäng i semifinal 1 (genom en kombination av jury- och telefonröster.) (Är markerade med 'SF1')
- De tio länderna som fick högst antal poäng i semifinal 2 (genom en kombination av jury- och telefonröster.) (Är markerade med 'SF2')

Finalsystemet som användes i Eurovision år 2009 återanvändes i Eurovision år 2010. Detta innebar att varje land hade en jury som satte poäng och telefon- och SMS-röster som tittarna gav. Sedan sattes juryns och tittarnas poäng samman, och varje land fick ut sin kombinerade poängskala (12, 10, 8 ... 1 poäng). Startordningen för de fem direktkvalificerade länderna lottades den 23 mars. Tyskland blev framlottad först och fick därmed välja sitt eget startnummer. Övriga fyra länder fick lottade startnummer. Även de 20 semifinalisterna som gick till finalen fick lottade startnummer, vilket lottades direkt efter de två semifinalerna.
| Nr | Land                    | Artist                         | Sång                        | Översättning | Språk             | Placering | Poäng | Kval. |
| -- | ----------------------- | ------------------------------ | --------------------------- | ------------ | ----------------- | --------- | ----- | ----- |
| 1  | Azerbajdzjan            | Safura Alizadeh                | Drip Drop                   | —            | engelska          | 5         | 145   | SF2   |
| 2  | Spanien                 | Daniel Diges                   | Algo pequeñito              | —            | spanska           | 15        | 68    | 4Q    |
| 3  | Norge                   | Didrik Solli-Tangen            | My Heart is Yours           | —            | engelska          | 20        | 35    | WQ    |
| 4  | Moldavien               | Sun Stroke Project & Olia Tira | Run Away                    | —            | engelska          | 22        | 27    | SF1   |
| 5  | Cypern                  | Jon Lilygreen & The Islanders  | Life Looks Better In Spring | —            | engelska          | 21        | 27    | SF2   |
| 6  | Bosnien och Hercegovina | Vukašin Brajić                 | Thunder and Lightning       | —            | engelska          | 17        | 51    | SF1   |
| 7  | Belgien                 | Tom Dice                       | Me and My Guitar            | —            | engelska          | 6         | 143   | SF1   |
| 8  | Serbien                 | Milan Stanković                | Ovo je Balkan               | —            | serbiska          | 13        | 72    | SF1   |
| 9  | Vitryssland             | 3+2 feat. Robert Wells         | Butterflies                 | —            | engelska          | 24        | 18    | SF1   |
| 10 | Irland                  | Niamh Kavanagh                 | It's for You                | —            | engelska          | 23        | 25    | SF2   |
| 11 | Grekland                | Giorgos Alkaios & Friends      | Opa                         | —            | grekiska          | 8         | 140   | SF1   |
| 12 | Storbritannien          | Josh Dubovie                   | That Sounds Good to Me      | —            | engelska          | 25        | 10    | 4Q    |
| 13 | Georgien                | Sopo Nizjaradze                | Shine                       | —            | engelska          | 9         | 138   | SF2   |
| 14 | Turkiet                 | maNga                          | We Could Be the Same        | —            | engelska          | 2         | 170   | SF2   |
| 15 | Albanien                | Juliana Pasha                  | It's All About You          | —            | engelska          | 16        | 62    | SF1   |
| 16 | Island                  | Hera Björk                     | Je ne sais quoi             | —            | engelska, franska | 19        | 41    | SF1   |
| 17 | Ukraina                 | Alyosha                        | Sweet People                | —            | engelska          | 10        | 108   | SF2   |
| 18 | Frankrike               | Jessy Matador                  | Allez! Ola! Olé!            | —            | franska           | 12        | 82    | 4Q    |
| 19 | Rumänien                | Paula Seling & Ovi             | Playing with Fire           | —            | engelska          | 3         | 162   | SF2   |
| 20 | Ryssland                | Peter Nalitch & Friends        | Lost And Forgotten          | —            | engelska          | 11        | 90    | SF1   |
| 21 | Armenien                | Eva Rivas                      | Apricot Stone               | —            | engelska          | 7         | 141   | SF2   |
| 22 | Tyskland                | Lena Meyer-Landrut             | Satellite                   | —            | engelska          | 1         | 246   | 4Q    |
| 23 | Portugal                | Filipa Azevedo                 | Há dias assim               | —            | portugisiska      | 18        | 43    | SF1   |
| 24 | Israel                  | Harel Skaat                    | Milim                       | —            | hebreiska         | 14        | 71    | SF2   |
| 25 | Danmark                 | Chanée & N'evergreen           | In a Moment Like This       | —            | engelska          | 4         | 149   | SF2   |

### Omröstningen
2010 års finalomröstning blev till en början mycket spännande. Efter att Rumänien röstat som första land låg Danmark etta, vilket landet behöll fram till den tredje omgången då gick Belgien om. I den femte omgången gick Grekland om Belgien, men efter den sjunde omröstningen gick Tyskland om och låg på första plats. Därefter började Tyskland utöka sin ledning mer och mer, även om både Turkiet, Grekland, Belgien och Danmark låg strax efter under hela omröstningen. Precis före den tjugonde röstningsomgången började Tyskland få ganska låga poäng, men trots det höll landet avståndet till de andra länderna. Under den senare delen av röstningen började Rumänien avancera mot toppen, samtidigt som Bosnien började åka ned i resultatlistan. Under resten av omröstningen höll Tyskland ledningen och vann med 76 poängs marginal, mot tvåan Turkiet. Tyskland var för övrigt det enda landet som fick över 200 poäng det här året.
Trots att det var 50/50-system så var det ganska mycket svågerpolitik som folk i publiken buade åt. Bland annat gav Portugal sina 12 poäng till Spanien, och Cypern gav sin tolva till Grekland och tvärt om. Även när Ryssland fick höga poäng av sina grannländer buades det i publiken. Dessutom fick vissa länders grannländer höga poäng, trots att det var 50/50-system. Däremot blev visst resultat ganska intressant då varken Finland eller Island gav Norge några poäng.
I 2010 års Eurovision var det sex länder som hade svenska eller delvis svenska upphovspersoner i bidragen, ej inräknat bidraget som tävlade för Sverige. Dessa länder var: Azerbajdzjan, Danmark, Georgien, Irland, Norge och Vitryssland. Alla dessa länder tog sig till finalen, där Danmark, Azerbajdzjan och Georgien hamnade i topp 10, medan Irland, Norge och Vitryssland hamnade i botten. En lustig detalj som kan nämnas är att samtliga länder som hade svensk inblandning, utom Sverige, tog sig till final.
Flera länder som tävlade i finalen fick både sina bästa respektive sina sämsta placeringar på länge. Tyskland väntade 28 år på sin andra seger, och dessutom var det deras bästa placering sedan 2004. Även Belgien och Danmark fick sina bästa placeringar på länge. Armenien, Azerbajdzjan och Grekland fortsatte att sluta i topp 10, och Georgien fick sin första topp 10-placering. Även Frankrike fick bra slutplacering, även om man slutade utanför topp 10 det här året.
Värre blev det för både Bosnien och Hercegovina, Israel, Island och Norge som slutade i bottenträsket. Norges placering, tjugondeplatsen, är den hittills sämsta slutplaceringen sedan 2003 för ett värdland. Cypern, som inte lyckats kvalificera sig till finalen sedan 2004, slutade på tjugoförstaplats. Även Moldavien, Irland, Vitryssland och Storbritannien fick nöja sig med att komma i slutet av finalresultatet. För Storbritannien innebär detta att man för tredje gången kommer sist i tävlingen under 2000-talet.

### Finalröstningsordning
Under finalkvällen avlade de 39 tävlande länderna sina röster i följande ordning. Ordningen lottades fram i samband med startordningslottningen den 23 mars.
| Nr | Land                    | Poängutdelare       |
| -- | ----------------------- | ------------------- |
| 1  | Rumänien                | Malvina Cservenschi |
| 2  | Irland                  | Derek Mooney        |
| 3  | Tyskland                | Hape Kerkeling      |
| 4  | Serbien                 | Maja Nikolić        |
| 5  | Albanien                | Leon Menkshi        |
| 6  | Turkiet                 | Meltem Ersan Yazgan |
| 7  | Kroatien                | Mila Horvat         |
| 8  | Polen                   | Aleksandra Rosiak   |
| 9  | Bosnien och Hercegovina | Ivana Vidmar        |
| 10 | Finland                 | Johanna Pirttilahti |
| 11 | Slovenien               | Andrea F            |
| 12 | Estland                 | Rolf Junior         |
| 13 | Ryssland                | Oksana Fjodorova    |
| 14 | Portugal                | Ana Galvão          |
| 15 | Azerbajdzjan            | Tamilla Shirinova   |
| 16 | Grekland                | Alexis Kostalas     |
| 17 | Island                  | Yohanna             |
| 18 | Danmark                 | Bryan Rice          |
| 19 | Frankrike               | Audrey Chauveau     |
| 20 | Spanien                 | Ainhoa Arbizu       |

| Nr | Land           | Poängutdelare                |
| -- | -------------- | ---------------------------- |
| 21 | Slovakien      | Ľubomír Bajaník              |
| 22 | Bulgarien      | Desislava Dobreva            |
| 23 | Ukraina        | Iryna Zhuravska              |
| 24 | Lettland       | Kārlis Būmeisters            |
| 25 | Malta          | Chiara Siracusa              |
| 26 | Norge          | Anne Rimmen                  |
| 27 | Cypern         | Christina Metaxa             |
| 28 | Litauen        | Giedrius Masalskis           |
| 29 | Vitryssland    | Aljaksej Hrysjyn             |
| 30 | Schweiz        | Christa Rigozzi              |
| 31 | Belgien        | Katja Retsin                 |
| 32 | Storbritannien | Scott Mills                  |
| 33 | Nederländerna  | Yolanthe Cabau van Kasbergen |
| 34 | Israel         | Ofer Nachshon                |
| 35 | Makedonien     | Maja Daniels                 |
| 36 | Moldavien      | Tanya Cerga                  |
| 37 | Georgien       | Mariam Vashadze              |
| 38 | Sverige        | Eric Saade                   |
| 39 | Armenien       | Nazeni Hovhannisyan          |

## Resultattabeller

### Icke kvalificerade länder
Nedan redovisas de länder som inte lyckades ta sig till final och ordningen som de kom poängmässigt.
26.  Sverige (62), semifinal 2 

27.  Finland (49), semifinal 1 

28.  Malta (45), semifinal 1 

29.  Litauen (44), semifinal 2 

30.  Polen (44), semifinal 1 

31.  Estland (39), semifinal 1 

32.  Makedonien (37), semifinal 1 

33.  Kroatien (33), semifinal 2 

34.  Nederländerna (29), semifinal 2 

35.  Bulgarien (19), semifinal 2 

36.  Slovakien (16), semifinal 1 

37.  Lettland (11), semifinal 1 

38.  Slovenien (6), semifinal 2 

39.  Schweiz (2), semifinal 2

## Poängtavlor

### Semifinal 1
Nedan redovisas hur varje lands 50/50-poäng fördelades under första semifinalen. Länder med beige bakgrund tog sig vidare till finalen.
|        |                         | Röster                                                           | Röster                                                           | Röster    | Röster                                                           | Röster                                                           | Röster                                                          | Röster                  | Röster                                                        | Röster  | Röster                                                       | Röster   | Röster                                                           | Röster   | Röster     | Röster                                                               | Röster                                                          | Röster                                                            | Röster   | Röster  | Röster | Röster | Röster |
| Totalt | Moldavien               | [[Fil:Flag of Russia.svg\|border\|22x20px\|kantlinje\|Ryssland]] | [[Fil:Flag of Estonia.svg\|border\|22x20px\|kantlinje\|Estland]] | Slovakien | [[Fil:Flag of Finland.svg\|border\|22x20px\|kantlinje\|Finland]] | [[Fil:Flag of Latvia.svg\|border\|22x20px\|kantlinje\|Lettland]] | [[Fil:Flag of Serbia.svg\|border\|22x20px\|kantlinje\|Serbien]] | Bosnien och Hercegovina | [[Fil:Flag of Poland.svg\|border\|22x20px\|kantlinje\|Polen]] | Belgien | [[Fil:Flag of Malta.svg\|border\|22x20px\|kantlinje\|Malta]] | Albanien | [[Fil:Flag of Greece.svg\|border\|22x20px\|kantlinje\|Grekland]] | Portugal | Makedonien | [[Fil:Flag of Belarus.svg\|border\|22x20px\|kantlinje\|Vitryssland]] | [[Fil:Flag of Iceland.svg\|border\|22x20px\|kantlinje\|Island]] | [[Fil:Flag of France.svg\|border\|22x20px\|kantlinje\|Frankrike]] | Tyskland | Spanien |        |        |        |
| ------ | ----------------------- | ---------------------------------------------------------------- | ---------------------------------------------------------------- | --------- | ---------------------------------------------------------------- | ---------------------------------------------------------------- | --------------------------------------------------------------- | ----------------------- | ------------------------------------------------------------- | ------- | ------------------------------------------------------------ | -------- | ---------------------------------------------------------------- | -------- | ---------- | -------------------------------------------------------------------- | --------------------------------------------------------------- | ----------------------------------------------------------------- | -------- | ------- | ------ | ------ | ------ |
| Bidrag | Moldavien               | 52                                                               |                                                                  | 5         | -                                                                | -                                                                | -                                                               | -                       | 1                                                             | -       | -                                                            | 2        | 7                                                                | -        | 4          | 8                                                                    | 7                                                               | 10                                                                | -        | 3       | -      | 5      |        |
| Bidrag | Ryssland                | 74                                                               | 12                                                               |           | 12                                                               | -                                                                | 3                                                               | 10                      | 4                                                             | 2       | 8                                                            | 5        | -                                                                | -        | 3          | 1                                                                    | -                                                               | 12                                                                | -        | -       | 1      | -      |        |
| Bidrag | Estland                 | 39                                                               | -                                                                | -         |                                                                  | -                                                                | 12                                                              | 12                      | -                                                             | 1       | 5                                                            | -        | -                                                                | 1        | 1          | 4                                                                    | -                                                               | 1                                                                 | 2        | -       | -      | -      |        |
| Bidrag | Slovakien               | 24                                                               | -                                                                | -         | -                                                                |                                                                  | 2                                                               | -                       | 6                                                             | 5       | -                                                            | 1        | 1                                                                | -        | -          | 5                                                                    | -                                                               | -                                                                 | 5        | -       | -      | -      |        |
| Bidrag | Finland                 | 49                                                               | -                                                                | 3         | 10                                                               | 2                                                                |                                                                 | 6                       | -                                                             | -       | 1                                                            | 7        | 2                                                                | -        | -          | -                                                                    | -                                                               | 7                                                                 | 6        | -       | 3      | 2      |        |
| Bidrag | Lettland                | 11                                                               | -                                                                | -         | 6                                                                | -                                                                | 5                                                               |                         | -                                                             | -       | -                                                            | -        | -                                                                | -        | -          | -                                                                    | -                                                               | -                                                                 | -        | -       | -      | -      |        |
| Bidrag | Serbien                 | 79                                                               | 3                                                                | 4         | 1                                                                | 6                                                                | -                                                               | 3                       |                                                               | 12      | -                                                            | 3        | -                                                                | 3        | 7          | 2                                                                    | 10                                                              | -                                                                 | 3        | 12      | 4      | 6      |        |
| Bidrag | Bosnien och Hercegovina | 59                                                               | 1                                                                | 2         | -                                                                | 5                                                                | -                                                               | -                       | 12                                                            |         | 6                                                            | -        | 3                                                                | 7        | 5          | -                                                                    | 8                                                               | 4                                                                 | -        | 6       | -      | -      |        |
| Bidrag | Polen                   | 44                                                               | 2                                                                | 6         | -                                                                | -                                                                | -                                                               | 4                       | -                                                             | -       |                                                              | 6        | -                                                                | 6        | -          | -                                                                    | -                                                               | 3                                                                 | -        | 7       | 7      | 3      |        |
| Bidrag | Belgien                 | 167                                                              | 6                                                                | 10        | 8                                                                | 10                                                               | 10                                                              | 8                       | 7                                                             | 4       | 12                                                           |          | 12                                                               | 4        | 10         | 12                                                                   | 4                                                               | 8                                                                 | 12       | 10      | 12     | 8      |        |
| Bidrag | Malta                   | 45                                                               | -                                                                | -         | 3                                                                | 12                                                               | 1                                                               | 1                       | -                                                             | 6       | -                                                            | -        |                                                                  | 2        | 2          | 3                                                                    | 6                                                               | 2                                                                 | 4        | -       | 2      | 1      |        |
| Bidrag | Albanien                | 76                                                               | -                                                                | -         | -                                                                | -                                                                | 4                                                               | -                       | 2                                                             | 7       | 4                                                            | 8        | 6                                                                |          | 12         | -                                                                    | 12                                                              | -                                                                 | 10       | 2       | 5      | 4      |        |
| Bidrag | Grekland                | 133                                                              | 7                                                                | 7         | 2                                                                | 8                                                                | 8                                                               | -                       | 10                                                            | 8       | 7                                                            | 10       | 8                                                                | 10       |            | 10                                                                   | 3                                                               | 5                                                                 | 8        | 4       | 8      | 10     |        |
| Bidrag | Portugal                | 89                                                               | 5                                                                | -         | 5                                                                | 4                                                                | 6                                                               | 7                       | 5                                                             | 3       | 2                                                            | 4        | 4                                                                | 5        | -          |                                                                      | 2                                                               | -                                                                 | 7        | 8       | 10     | 12     |        |
| Bidrag | Makedonien              | 37                                                               | 4                                                                | 1         | -                                                                | 1                                                                | -                                                               | -                       | 8                                                             | 10      | -                                                            | -        | -                                                                | 12       | -          | -                                                                    |                                                                 | -                                                                 | 1        | -       | -      | -      |        |
| Bidrag | Vitryssland             | 59                                                               | 8                                                                | 12        | 4                                                                | 3                                                                | -                                                               | 5                       | -                                                             | -       | 3                                                            | -        | 5                                                                | -        | 6          | 7                                                                    | 5                                                               |                                                                   | -        | 1       | -      | -      |        |
| Bidrag | Island                  | 123                                                              | 10                                                               | 8         | 7                                                                | 7                                                                | 7                                                               | 2                       | 3                                                             | -       | 10                                                           | 12       | 10                                                               | 8        | 8          | 6                                                                    | 1                                                               | 6                                                                 |          | 5       | 6      | 7      |        |

### Semifinal 2
Nedan redovisas hur varje lands 50/50-poäng fördelades under andra semifinalen. Länder med beige bakgrund tog sig vidare till finalen.
|        |               | Röster   | Röster                                                         | Röster                                                           | Röster  | Röster  | Röster       | Röster  | Röster                                                                         | Röster   | Röster                                                              | Röster                                                          | Röster                                                              | Röster                                                         | Röster                                                            | Röster                                                            | Röster  | Röster                                                        | Röster                                                                             | Röster | Röster |
| Totalt | Litauen       | Armenien | [[Fil:Flag of Israel.svg\|border\|22x20px\|kantlinje\|Israel]] | [[Fil:Flag of Denmark.svg\|border\|22x20px\|kantlinje\|Danmark]] | Schweiz | Sverige | Azerbajdzjan | Ukraina | [[Fil:Flag of the Netherlands.svg\|border\|22x20px\|kantlinje\|Nederländerna]] | Rumänien | [[Fil:Flag of Slovenia.svg\|border\|22x20px\|kantlinje\|Slovenien]] | [[Fil:Flag of Ireland.svg\|border\|22x20px\|kantlinje\|Irland]] | [[Fil:Flag of Bulgaria.svg\|border\|22x20px\|kantlinje\|Bulgarien]] | [[Fil:Flag of Cyprus.svg\|border\|22x20px\|kantlinje\|Cypern]] | [[Fil:Flag of Croatia.svg\|border\|22x20px\|kantlinje\|Kroatien]] | [[Fil:Flag of Georgia.svg\|border\|22x20px\|kantlinje\|Georgien]] | Turkiet | [[Fil:Flag of Norway.svg\|border\|22x20px\|kantlinje\|Norge]] | [[Fil:Flag of the United Kingdom.svg\|border\|22x20px\|kantlinje\|Storbritannien]] |        |        |
| ------ | ------------- | -------- | -------------------------------------------------------------- | ---------------------------------------------------------------- | ------- | ------- | ------------ | ------- | ------------------------------------------------------------------------------ | -------- | ------------------------------------------------------------------- | --------------------------------------------------------------- | ------------------------------------------------------------------- | -------------------------------------------------------------- | ----------------------------------------------------------------- | ----------------------------------------------------------------- | ------- | ------------------------------------------------------------- | ---------------------------------------------------------------------------------- | ------ | ------ |
| Bidrag | Litauen       | 44       |                                                                | 2                                                                | -       | 1       | -            | 4       | -                                                                              | 2        | -                                                                   | -                                                               | -                                                                   | 12                                                             | -                                                                 | 2                                                                 | 1       | 8                                                             | -                                                                                  | 5      | 7      |
| Bidrag | Armenien      | 83       | 1                                                              |                                                                  | 12      | -       | 3            | 5       | -                                                                              | 8        | 10                                                                  | 10                                                              | -                                                                   | -                                                              | 8                                                                 | 12                                                                | -       | 10                                                            | 4                                                                                  | -      | -      |
| Bidrag | Israel        | 71       | -                                                              | 8                                                                |         | -       | -            | 8       | 7                                                                              | 6        | 12                                                                  | 3                                                               | 5                                                                   | -                                                              | 1                                                                 | 4                                                                 | -       | 5                                                             | -                                                                                  | 7      | 5      |
| Bidrag | Danmark       | 101      | 5                                                              | 5                                                                | 7       |         | 5            | 12      | 6                                                                              | 5        | 4                                                                   | 12                                                              | 10                                                                  | 4                                                              | 2                                                                 | 3                                                                 | 4       | 3                                                             | 6                                                                                  | 8      | -      |
| Bidrag | Schweiz       | 2        | -                                                              | -                                                                | -       | -       |              | -       | -                                                                              | -        | -                                                                   | -                                                               | -                                                                   | -                                                              | -                                                                 | -                                                                 | -       | 2                                                             | -                                                                                  | -      | -      |
| Bidrag | Sverige       | 62       | 3                                                              | 3                                                                | -       | 12      | 10           |         | 2                                                                              | -        | 6                                                                   | 1                                                               | -                                                                   | 5                                                              | -                                                                 | 1                                                                 | 2       | -                                                             | 2                                                                                  | 12     | 3      |
| Bidrag | Azerbajdzjan  | 113      | 2                                                              | -                                                                | 5       | 5       | 6            | 3       |                                                                                | 12       | 1                                                                   | 8                                                               | 8                                                                   | 10                                                             | 7                                                                 | 10                                                                | 10      | 12                                                            | 12                                                                                 | 2      | -      |
| Bidrag | Ukraina       | 77       | 10                                                             | 10                                                               | 2       | 3       | -            | -       | 8                                                                              |          | 2                                                                   | 5                                                               | 1                                                                   | 2                                                              | 6                                                                 | 6                                                                 | 6       | 7                                                             | 3                                                                                  | 4      | 2      |
| Bidrag | Nederländerna | 29       | -                                                              | -                                                                | 4       | 4       | 2            | 1       | -                                                                              | -        |                                                                     | -                                                               | 6                                                                   | 3                                                              | -                                                                 | -                                                                 | -       | 1                                                             | 5                                                                                  | 3      | -      |
| Bidrag | Rumänien      | 104      | 6                                                              | 4                                                                | 8       | 8       | 4            | 7       | 5                                                                              | 3        | 3                                                                   |                                                                 | 4                                                                   | 6                                                              | 4                                                                 | 8                                                                 | -       | 4                                                             | 8                                                                                  | 10     | 12     |
| Bidrag | Slovenien     | 6        | -                                                              | -                                                                | 1       | -       | -            | -       | -                                                                              | -        | -                                                                   | -                                                               |                                                                     | -                                                              | -                                                                 | -                                                                 | 5       | -                                                             | -                                                                                  | -      | -      |
| Bidrag | Irland        | 67       | 7                                                              | 1                                                                | 3       | 6       | 12           | -       | 4                                                                              | -        | 8                                                                   | 4                                                               | 2                                                                   |                                                                | -                                                                 | -                                                                 | 3       | -                                                             | 1                                                                                  | 6      | 10     |
| Bidrag | Bulgarien     | 19       | -                                                              | -                                                                | -       | -       | -            | -       | -                                                                              | 1        | -                                                                   | -                                                               | -                                                                   | -                                                              |                                                                   | 5                                                                 | -       | -                                                             | 7                                                                                  | -      | 6      |
| Bidrag | Cypern        | 67       | 4                                                              | 6                                                                | 10      | 7       | -            | 6       | 3                                                                              | 4        | -                                                                   | 6                                                               | -                                                                   | -                                                              | 5                                                                 |                                                                   | 12      | -                                                             | -                                                                                  | -      | 4      |
| Bidrag | Kroatien      | 33       | -                                                              | 7                                                                | -       | 2       | 7            | -       | 1                                                                              | -        | -                                                                   | -                                                               | 12                                                                  | 1                                                              | 3                                                                 | -                                                                 |         | -                                                             | -                                                                                  | -      | -      |
| Bidrag | Georgien      | 106      | 12                                                             | 12                                                               | 6       | -       | 1            | 2       | 10                                                                             | 7        | 5                                                                   | 2                                                               | 7                                                                   | 7                                                              | 10                                                                | 7                                                                 | 7       |                                                               | 10                                                                                 | -      | 1      |
| Bidrag | Turkiet       | 118      | 8                                                              | -                                                                | -       | 10      | 8            | 10      | 12                                                                             | 10       | 7                                                                   | 7                                                               | 3                                                                   | 8                                                              | 12                                                                | -                                                                 | 8       | 6                                                             |                                                                                    | 1      | 8      |

### Finalen
|        |                         | Röster | Röster | Röster | Röster | Röster | Röster | Röster | Röster | Röster | Röster | Röster | Röster | Röster | Röster | Röster | Röster | Röster | Röster | Röster | Röster | Röster | Röster | Röster | Röster | Röster | Röster | Röster | Röster | Röster | Röster | Röster | Röster | Röster | Röster | Röster | Röster | Röster | Röster | Röster | Röster |
| Totalt | AZ                      | ES     | NO     | MO     | CY     | BH     | BE     | SR     | VI     | IR     | GR     | UK     | GE     | TR     | AL     | IC     | UR     | FR     | RU     | RY     | AR     | TY     | PT     | IS     | DK     | ET     | SO     | FI     | LE     | PO     | MT     | MA     | LI     | CH     | SE     | NL     | SL     | BU     | KR     |        |        |
| ------ | ----------------------- | ------ | ------ | ------ | ------ | ------ | ------ | ------ | ------ | ------ | ------ | ------ | ------ | ------ | ------ | ------ | ------ | ------ | ------ | ------ | ------ | ------ | ------ | ------ | ------ | ------ | ------ | ------ | ------ | ------ | ------ | ------ | ------ | ------ | ------ | ------ | ------ | ------ | ------ | ------ | ------ |
| Bidrag | Azerbajdzjan            | 145    |        | 7      | 7      | 7      | 10     | 7      | 5      | -      | 6      | 3      | 1      | -      | 8      | 12     | -      | 4      | 12     | -      | -      | 8      | -      | -      | -      | 7      | 2      | -      | -      | -      | 2      | 8      | 12     | 3      | -      | 2      | -      | -      | -      | 12     | -      |
| Bidrag | Spanien                 | 68     | -      |        | -      | 4      | -      | -      | 1      | -      | -      | -      | -      | -      | 2      | -      | 7      | -      | 4      | -      | 2      | 4      | 7      | -      | 12     | 1      | -      | -      | -      | 4      | 5      | -      | -      | -      | 8      | -      | -      | -      | 5      | 2      | -      |
| Bidrag | Norge                   | 35     | -      | -      |        | -      | -      | -      | -      | -      | -      | 2      | -      | -      | 6      | -      | -      | -      | -      | -      | -      | -      | 2      | -      | 3      | -      | 5      | 7      | 3      | -      | -      | -      | -      | -      | -      | -      | 4      | -      | -      | -      | -      |
| Bidrag | Moldavien               | 27     | 6      | -      | -      |        | -      | -      | -      | -      | 4      | -      | -      | -      | 1      | -      | -      | -      | -      | -      | 10     | -      | -      | -      | 6      | -      | -      | -      | -      | -      | -      | -      | -      | -      | -      | -      | -      | -      | -      | -      | -      |
| Bidrag | Cypern                  | 27     | -      | -      | -      | -      |        | -      | -      | -      | -      | -      | 12     | -      | -      | -      | -      | -      | -      | -      | -      | -      | -      | -      | -      | -      | 1      | -      | 2      | -      | -      | -      | -      | -      | 1      | -      | 3      | -      | -      | 4      | 4      |
| Bidrag | Bosnien och Hercegovina | 51     | -      | -      | -      | -      | -      |        | -      | 12     | -      | -      | -      | -      | -      | 8      | 6      | -      | -      | 5      | -      | -      | -      | -      | -      | -      | -      | -      | -      | -      | -      | -      | -      | 6      | -      | -      | -      | -      | 4      | -      | 10     |
| Bidrag | Belgien                 | 143    | -      | -      | 3      | -      | -      | -      |        | 5      | -      | 10     | 6      | -      | -      | -      | -      | 10     | 1      | 7      | 4      | 5      | -      | 12     | 5      | -      | 10     | 3      | 10     | 6      | 4      | 10     | 10     | -      | 7      | 7      | 2      | 6      | -      | -      | -      |
| Bidrag | Serbien                 | 72     | -      | -      | -      | -      | 1      | 12     | -      |        | -      | -      | -      | -      | -      | -      | 3      | -      | -      | 10     | -      | -      | -      | 5      | -      | -      | -      | -      | -      | -      | -      | -      | -      | 7      | -      | 10     | 7      | 1      | 8      | -      | 8      |
| Bidrag | Vitryssland             | 18     | -      | -      | -      | 3      | -      | -      | -      | -      |        | -      | -      | -      | 12     | -      | -      | -      | -      | -      | -      | 2      | -      | -      | -      | -      | -      | -      | -      | -      | -      | -      | -      | -      | -      | -      | -      | -      | -      | 1      | -      |
| Bidrag | Irland                  | 25     | -      | -      | -      | -      | -      | -      | -      | -      | -      |        | -      | 7      | -      | -      | -      | -      | -      | -      | -      | -      | -      | 2      | -      | 6      | -      | 2      | -      | 1      | -      | -      | -      | -      | -      | 6      | -      | -      | -      | -      | 1      |
| Bidrag | Grekland                | 140    | -      | 5      | -      | 2      | 12     | 6      | 12     | 10     | -      | -      |        | 12     | -      | 3      | 12     | 8      | -      | 4      | 7      | -      | 3      | 8      | 8      | -      | -      | -      | 5      | 7      | -      | 1      | 7      | -      | -      | -      | -      | 3      | -      | 5      | -      |
| Bidrag | Storbritannien          | 10     | 2      | -      | -      | -      | -      | -      | -      | -      | -      | 4      | -      |        | 3      | -      | 1      | -      | -      | -      | -      | -      | -      | -      | -      | -      | -      | -      | -      | -      | -      | -      | -      | -      | -      | -      | -      | -      | -      | -      | -      |
| Bidrag | Georgien                | 136    | 8      | 1      | 1      | 5      | 5      | 4      | 4      | -      | 7      | 5      | 5      | -      |        | 5      | -      | 2      | 7      | -      | -      | 10     | 12     | -      | -      | 5      | -      | 8      | -      | -      | -      | 4      | -      | 5      | 12     | 1      | 6      | -      | 1      | 6      | 7      |
| Bidrag | Turkiet                 | 170    | 12     | 3      | 2      | -      | -      | 10     | 6      | 3      | 3      | 1      | -      | 10     | 5      |        | 8      | -      | 8      | 12     | 8      | -      | -      | 10     | -      | -      | 6      | 6      | -      | 3      | -      | -      | -      | 10     | 4      | 3      | 5      | 8      | 2      | 10     | 12     |
| Bidrag | Albanien                | 62     | -      | -      | -      | -      | -      | 5      | 3      | -      | -      | -      | 10     | 1      | -      | 7      |        | 7      | -      | -      | 1      | -      | -      | 1      | -      | -      | -      | -      | -      | -      | -      | 2      | -      | 12     | -      | 8      | -      | -      | -      | -      | 5      |
| Bidrag | Island                  | 41     | -      | -      | 6      | -      | -      | -      | 8      | -      | 2      | -      | 3      | -      | -      | -      | -      |        | -      | -      | -      | -      | -      | 4      | -      | -      | 3      | 4      | -      | 5      | -      | -      | 6      | -      | -      | -      | -      | -      | -      | -      | -      |
| Bidrag | Ukraina                 | 108    | 10     | -      | -      | 8      | 6      | -      | -      | 7      | 10     | -      | -      | 5      | 7      | 1      | -      | -      |        | 2      | 5      | 7      | 8      | -      | -      | 2      | -      | -      | -      | -      | 7      | 3      | -      | -      | 6      | -      | -      | 7      | -      | 7      | -      |
| Bidrag | Frankrike               | 82     | -      | 2      | 4      | -      | 3      | 3      | -      | 4      | -      | 6      | 8      | 2      | -      | -      | -      | 6      | -      |        | -      | -      | 6      | 3      | 7      | 3      | 7      | 1      | -      | 8      | -      | -      | 2      | 1      | -      | -      | -      | -      | 3      | -      | 3      |
| Bidrag | Rumänien                | 162    | 7      | 10     | 10     | 12     | 8      | 2      | -      | 6      | 1      | 7      | 4      | 8      | -      | 2      | 5      | 5      | 2      | -      |        | 3      | 1      | -      | 10     | 8      | 8      | -      | 1      | -      | 3      | 6      | 5      | -      | 2      | 4      | 10     | 5      | 7      | -      | -      |
| Bidrag | Ryssland                | 90     | 3      | -      | -      | 10     | -      | -      | -      | -      | 12     | -      | -      | -      | -      | 4      | -      | -      | 10     | -      | -      |        | 10     | -      | 2      | 10     | -      | 10     | 6      | -      | 8      | -      | -      | -      | 5      | -      | -      | -      | -      | -      | -      |
| Bidrag | Armenien                | 141    | -      | 8      | -      | 6      | 7      | -      | 7      | 1      | 5      | -      | 7      | -      | 10     | 6      | -      | -      | 6      | 6      | 6      | 12     |        | 7      | -      | 12     | -      | -      | 4      | -      | 1      | 5      | -      | 4      | -      | -      | 1      | 12     | -      | 8      | -      |
| Bidrag | Tyskland                | 246    | 1      | 12     | 12     | -      | 4      | 8      | 10     | 8      | -      | 8      | 2      | 4      | -      | 10     | 10     | 3      | 5      | 3      | 3      | 6      | -      |        | 1      | -      | 12     | 12     | 12     | 12     | 12     | 7      | 4      | 8      | 10     | 12     | 12     | 4      | 10     | 3      | 6      |
| Bidrag | Portugal                | 43     | -      | 6      | -      | -      | -      | -      | -      | 2      | -      | -      | -      | -      | -      | -      | -      | 1      | -      | 8      | -      | -      | 4      | 6      |        | -      | 4      | -      | -      | -      | 6      | -      | 1      | -      | -      | 5      | -      | -      | -      | -      | -      |
| Bidrag | Israel                  | 71     | 5      | -      | 5      | 1      | 2      | 1      | -      | -      | 8      | -      | -      | 3      | 4      | -      | 4      | -      | 3      | 1      | -      | -      | -      | -      | -      |        | -      | -      | 8      | 10     | -      | -      | -      | -      | -      | -      | -      | 10     | 6      | -      | -      |
| Bidrag | Danmark                 | 149    | 4      | 4      | 8      | -      | -      | -      | 2      | -      | -      | 12     | -      | 6      | -      | -      | 2      | 12     | -      | -      | 12     | 1      | 5      | -      | 4      | 4      |        | 5      | 7      | 2      | 10     | 12     | 8      | 2      | 3      | -      | 8      | 2      | 12     | -      | 2      |

#### 12-poängare (finalen)
Nedan följer en summering av finalens 12-poängare
| Antal | Mottagande land         | Röstande land                                                                    |
| ----- | ----------------------- | -------------------------------------------------------------------------------- |
| 9     | Tyskland                | Danmark, Estland, Finland, Lettland, Norge, Slovakien, Spanien, Sverige, Schweiz |
| 5     | Danmark                 | Island, Irland, Polen, Rumänien, Slovenien                                       |
| 4     | Azerbajdzjan            | Bulgarien, Malta, Turkiet, Ukraina                                               |
| 4     | Grekland                | Albanien, Belgien, Cypern, Storbritannien                                        |
| 3     | Armenien                | Israel, Nederländerna, Ryssland                                                  |
| 3     | Turkiet                 | Azerbajdzjan, Kroatien, Frankrike                                                |
| 2     | Georgien                | Armenien, Litauen                                                                |
| 1     | Albanien                | Makedonien                                                                       |
| 1     | Vitryssland             | Georgien                                                                         |
| 1     | Belgien                 | Tyskland                                                                         |
| 1     | Bosnien och Hercegovina | Serbien                                                                          |
| 1     | Cypern                  | Grekland                                                                         |
| 1     | Rumänien                | Moldavien                                                                        |
| 1     | Ryssland                | Vitryssland                                                                      |
| 1     | Serbien                 | Bosnien och Hercegovina                                                          |
| 1     | Spanien                 | Portugal                                                                         |

## Splittrat resultat
Den 28 juni 2010 släppte EBU placering och poäng för hur jurygrupperna och tittarna röstade var för sig, för det hela resultatet. Dock redovisade man inte hur varje land enskilt röstat. För första gången släppte man också semifinalsresultatet, något man inte redovisat tidigare år.

### Semifinal 1
Om bara telefonröster hade räknats så hade Finland gått vidare istället för Bosnien och Hercegovina, och dessutom hamnat någonstans i mitten av topp 10 i semifinalen. Om bara juryröster hade räknats skulle Estland, Makedonien och Malta gått vidare istället för Moldavien, Ryssland och Vitryssland. Både juryn och tittarna var överens om vem som skulle bli sist - Lettland. Hade juryn bara fått bestämma skulle Belgien ha vunnit (vilket de också gjorde med 50/50-systemet), medan om tittarna bara hade fått bestämma skulle Grekland ha vunnit semifinal 1.
De länder som är markerade med beige bakgrund gick vidare till finalen i 50/50-läget.
| Nr | Land                    | Jury | Tittarna | 50/50 |
| -- | ----------------------- | ---- | -------- | ----- |
| 1  | Moldavien               | 13   | 10       | 10    |
| 2  | Ryssland                | 14   | 4        | 7     |
| 3  | Estland                 | 9    | 16       | 14    |
| 4  | Slovakien               | 16   | 14       | 16    |
| 5  | Finland                 | 15   | 6        | 11    |
| 6  | Lettland                | 17   | 17       | 17    |
| 7  | Serbien                 | 8    | 5        | 5     |
| 8  | Bosnien och Hercegovina | 5    | 11       | 8     |
| 9  | Polen                   | 11   | 13       | 13    |
| 10 | Belgien                 | 1    | 3        | 1     |
| 11 | Malta                   | 7    | 12       | 12    |
| 12 | Albanien                | 4    | 7        | 6     |
| 13 | Grekland                | 3    | 1        | 2     |
| 14 | Portugal                | 2    | 9        | 4     |
| 15 | Makedonien              | 10   | 15       | 15    |
| 16 | Vitryssland             | 12   | 8        | 9     |
| 17 | Island                  | 6    | 2        | 3     |

### Semifinal 2
Om bara juryröster hade gällt i semifinal 2 så hade det inte blivit någon förändring alls. De länder som gick vidare med 50/50-systemet hade gått vidare med juryröster också. Däremot hade de placerat sig annorlunda med juryn. Däremot om bara telefonröster hade gällt skulle Litauen och Sverige gått vidare, till förmån för Irland och Israel. Juryn och tittarna var inte överens om vem man skulle sätta sist, men både Slovenien och Schweiz hamnade på plats 16 och 17 bland både juryn och tittarna. Hade juryn fått bestämma skulle Georgien ha vunnit, medan om tittarna fått bestämma skulle Azerbajdzjan ha vunnit semifinal 2.
De länder som är markerade med beige bakgrund gick vidare till finalen i 50/50-läget.
| Nr | Land          | Jury | Tittarna | 50/50 |
| -- | ------------- | ---- | -------- | ----- |
| 1  | Litauen       | 13   | 8        | 12    |
| 2  | Armenien      | 5    | 6        | 6     |
| 3  | Israel        | 4    | 12       | 8     |
| 4  | Danmark       | 7    | 4        | 5     |
| 5  | Schweiz       | 16   | 17       | 17    |
| 6  | Sverige       | 11   | 9        | 11    |
| 7  | Azerbajdzjan  | 3    | 1        | 2     |
| 8  | Ukraina       | 10   | 7        | 7     |
| 9  | Nederländerna | 14   | 11       | 14    |
| 10 | Rumänien      | 8    | 3        | 4     |
| 11 | Slovenien     | 17   | 16       | 16    |
| 12 | Irland        | 6    | 13       | 9     |
| 13 | Bulgarien     | 15   | 15       | 15    |
| 14 | Cypern        | 9    | 10       | 10    |
| 15 | Kroatien      | 12   | 14       | 13    |
| 16 | Georgien      | 1    | 5        | 3     |
| 17 | Turkiet       | 2    | 2        | 1     |

### Finalen
Tittarna och jurygrupperna höll sams om samma vinnare, Tyskland. Hade juryn fått bestämma så hade dock Tyskland vunnit med "bara" två poäng före tvåan Belgien. Inget land hade heller fått över 200 poäng i sådant fall. Det var tack vare tittarna som det blev sådan stor marginal som det blev. Däremot var juryn och tittarna osams om flera andra länder. Frankrike, Serbien och Spanien hade kommit högre om det bara hade varit telefonröster som styrt. Juryn gav dessa länder dåliga placeringar. Samtidigt hade Belgien hamnat mycket lägre om tittarna fått bestämma. Azerbajdzjan, Danmark och Turkiet har också tittarna att tacka för sina höga placeringar. Hade däremot juryn fått bestämma så skulle Belgien blivit tvåa (mot tittarnas 14:e plats) och Israel skulle kommit femma, mot tittarnas 19:e plats. Här har även Rumänien juryn att tacka för sin höga placering. Både jurygrupperna och tittarna var i alla fall överens om vem man skulle sätta sist – Storbritannien slutade sist i alla tre resultaten.
Tyskland är markerad med beige bakgrund (vinnare).
| Nr | Land                    | Jury | Tittarna | 50/50 |
| -- | ----------------------- | ---- | -------- | ----- |
| 1  | Azerbajdzjan            | 9    | 5        | 5     |
| 2  | Spanien                 | 20   | 12       | 15    |
| 3  | Norge                   | 17   | 21       | 20    |
| 4  | Moldavien               | 23   | 18       | 22    |
| 5  | Cypern                  | 18   | 23       | 21    |
| 6  | Bosnien och Hercegovina | 14   | 16       | 17    |
| 7  | Belgien                 | 2    | 14       | 6     |
| 8  | Serbien                 | 21   | 10       | 13    |
| 9  | Vitryssland             | 24   | 22       | 24    |
| 10 | Irland                  | 16   | 24       | 23    |
| 11 | Grekland                | 11   | 7        | 8     |
| 12 | Storbritannien          | 25   | 25       | 25    |
| 13 | Georgien                | 4    | 9        | 9     |
| 14 | Turkiet                 | 8    | 2        | 2     |
| 15 | Albanien                | 12   | 17       | 16    |
| 16 | Island                  | 19   | 15       | 19    |
| 17 | Ukraina                 | 6    | 13       | 10    |
| 18 | Frankrike               | 22   | 8        | 12    |
| 19 | Rumänien                | 3    | 6        | 3     |
| 20 | Ryssland                | 15   | 11       | 11    |
| 21 | Armenien                | 10   | 4        | 7     |
| 22 | Tyskland                | 1    | 1        | 1     |
| 23 | Portugal                | 13   | 20       | 18    |
| 24 | Israel                  | 5    | 19       | 14    |
| 25 | Danmark                 | 7    | 3        | 4     |

## Kommentatorer
| - Albanien – Leon Menkshi - Armenien – Hrachuhi Utmazyan & Khoren Levonyan - Australien – Julia Zemiro och Sam Pang - Azerbajdzjan – Hüsniyyə Məhərrəmova (İctimai Televiziya və Radio Yayımları Şirkəti) - Belgien – Nederländska: André Vermeulen & Bart Peeters (één),. Franska: Jean-Pierre Hautier & Jean-Louis Lahaye (La Une), - Bosnien och Hercegovina – Dejan Kukrić (BHT1) - Bulgarien – Elena Rosberg & Georgi Kushvaliev - Cypern – Melina Karageorgiou (RIK 1) - Danmark – Nikolaj Molbech (DR1) - Estland – Marko Reikop & Sven Lõhmus - Finland – Finska: Jaana Pelkonen & Asko Murtomäki (YLE TV2), Sanna Kojo and Jorma Hietamäki (YLE Radio Suomi). Svenska: Tobias Larsson (FST5) - Frankrike – Peggy Olmi & Yann Renoard (France 3 | - Georgien – Sopho Altunashvili - Grekland – Rika Vagiani (NET) - Island – Sigmar Guðmundsson (Sjónvarpið) - Irland – Marty Whelan (RTÉ One) - Kroatien – Duško Čurlić - Lettland – Kārlis Streips - Litauen – Darius Užkuraitis - Makedonien – Karolina Petkovska - Malta – Valerie Vella - Moldavien – Marcel Spătari - Montenegro - Dražen Bauković, Tamara Ivanković (semifinal & final) & Danijel Popović (final) (TVCG2) - Nederländerna – Daniël Dekker & Cornald Maas (Nederland 1) - Norge – Olav Viksmo-Slettan (NRK1) - Polen – Artur Orzech (TVP1) | - Portugal – Sérgio Mateus (RTP1) - Rumänien – Leonard Miron & Gianina Corondan (TVR1) - Ryssland – Dmitry Guberniev & Olga Shelest (Rossiya 1) - Schweiz – Tyska: Sven Epiney (SF zwei). Franska: Jean-Marc Richard & Nicolas Tanner (TSR 2). Italienska: Sandy Altermatt (La 1 Switzerland) - Serbien – Duška Vučinić-Lučić & Dragoljub Ilić (RTS1) - Slovakien – Roman Bomboš (Dvojka) - Slovenien – Andrej Hofer - Spanien – José Luis Uribarri (TVE1 - Storbritannien – Paddy O'Connell & Sarah Cawood (BBC Three, (semifinalerna), Graham Norton (BBC One, final), Ken Bruce (BBC Radio 2 - Sverige – Edward af Sillén & Christine Meltzer Lind (SVT1) - Turkiet – Bülend Özveren (TRT 1) - Tyskland – Peter Urban (Das Erste), Tim Frühling & Thomas Mohr (NDR Radio 2) - Ukraina – Tymur Miroshnychenko (First National TV Channel) - Ungern – Zsolt Jeszenszky (Duna TV) - Vitryssland – Denis Kuryan |

## Kalender
Nedan listas varje lands uttagningsdatum, samt andra viktiga datum som hör Eurovisionen till. För uttagningarna är det enbart finaldatum som presenteras här.

### Oktober 2009
- 18 oktober: Bulgarien presenterade sin artist

### November 2009
- 15 november: Första deadline för anmälan till 2010
- 25 november: Belgien presenterade sin artist

### December 2009
- 4 december: NRK och EBU presenterade den officiella sloganen "Share the Moment"
- 15 december: Absolut sista deadlinen för anmälan till 2010 gick ut
- 18 december: Nederländerna avslöjade titeln på sitt bidrag
- 18 december: Schweiz presenterade sitt interna val
- 27 december: Albanien valde artist och bidrag
- 29 december: Israel presenterade sitt interna val (artist)
- 29 december: Ukraina presenterade sitt interna val (artist)
- 31 december: EBU sammanställde hela deltagarlistan med de totalt 39 länderna som kom att tävla i maj

### Januari 2010
- 9 januari: Schweiz artist framförde sitt bidrag
- 11 januari: Bosnien-Hercegovina presenterade sitt interna val
- 12 januari: Turkiet valde artist och bidrag
- 16 januari: Georgien presenterade sitt interna val (endast artist)
- 30 januari: Finland valde artist och bidrag

### Februari 2010
- 6 februari: Danmark valde artist och bidrag
- 6 februari: Island valde artist och bidrag
- 6 februari: Norge valde artist och bidrag
- 7 februari: Cypern valde artist och bidrag
- 7 februari: Nederländerna valde artist till sitt bidrag
- 7 februari: Semifinalsdragningen lottades där man sorterade upp vilka semifinalländer som kom att tävla i respektive semifinal, samt i vilka semifinaler som 'Big 4'-länderna och Norge kom att rösta i[41]
- 8 februari: Biljetterna till semifinalerna och finalen började säljas[42]
- 14 februari: Armenien valde artist och bidrag
- 14 februari: Polen valde artist och bidrag
- 19 februari: Frankrike presenterade sitt interna val (artist)
- 20 februari: Makedonien valde artist och bidrag
- 20 februari: Malta valde artist och bidrag
- 21 februari: Slovenien valde artist och bidrag
- 22 februari: Spanien valde artist och bidrag
- 25 februari: Frankrike avslöjade titeln på sitt bidrag
- 25 februari: Vitryssland presenterade sin artist och sitt bidrag
- 26 februari: Turkiet valde bidrag till sin artist
- 27 februari: Georgien valde bidrag till sin artist
- 27 februari: Lettland valde artist och bidrag
- 27 februari: Slovakien valde artist och bidrag
- 28 februari: Bulgarien valde bidrag till sin artist

### Mars 2010
- 2 mars: Azerbajdzjan valde sin artist
- 4 mars: Litauen valde artist och bidrag
- 5 mars: Irland valde artist och bidrag
- 6 mars: Kroatien valde artist och bidrag
- 6 mars: Moldavien valde artist och bidrag
- 6 mars: Portugal valde artist och bidrag
- 6 mars: Rumänien vlade artist och bidrag
- 6 mars: Ukraina valde bidrag till sin artist
- 7 mars: Belgien presenterade bidraget till sin artist
- 7 mars: Ryssland valde artist och bidrag
- 12 mars: Estland valde artist och bidrag
- 12 mars: Grekland valde artist och bidrag
- 12 mars: Storbritannien valde artist och bidrag
- 12 mars: Tyskland valde artist och bidrag
- 13 mars: Serbien valde artist och bidrag
- 13 mars: Sverige valde artist och bidrag
- 14 mars: Bosnien och Hercegovinas artist framförde landets bidrag
- 15 mars: Israel valde bidrag till sin artist
- 15 mars: Ukrainas nationella TV-bolag valde att ersätta sitt bidrag och sin artist[43]
- 18 mars: Azerbajdzjan presenterade sitt interna val (bidraget)
- 19 mars: Vitryssland valde att byta ut sitt bidrag
- 19 mars: Frankrikes bidrag offentliggjordes för lyssning, och samtidigt bekräftade France3 artist och låt som det hade spekulerats om tidigare.
- 20 mars: Ukraina valde en ny artist och ett nytt bidrag
- 21 mars: Spekulationer om Ukrainas nya bidrag, då vinnaren framförde ett bidrag som funnits på hennes MySpace-sida sedan 2008 samt då låten tros ha varit plagierad. Bidraget diskvalificerades, men artist kvarstår.
- 22 mars: Alla länder som ska deltaga i Oslo 2010 måste ha valt artist och bidrag senast detta datum
- 23 mars: Alla länders delegater samlades i Oslo för att lotta startordningen inför semifinalerna och finalen
- 24 mars: Ukraina valde nytt bidrag[22]

### April 2010
(Obs! Alla datum som rör inför-program m.m. gäller endast för Sverige. EBU sände återigen "Eurovision Countdown" runt om i Europa med Ian Wright som programledare. Programmet sändes även i SVT.)
- 27 april: Inför Eurovision Song Contest 2010 (1:4).

### Maj 2010
(Obs! Alla datum som rör inför-program m.m. gäller endast för Sverige. EBU sände återigen "Eurovision Countdown" runt om i Europa med Ian Wright som programledare. Programmet sändes även i SVT. Även "Nedräkning till Eurovision Song Contest 2010" var ett svenskt inför-finalenprogram.)
- 4 maj: Inför Eurovision Song Contest 2010 (2:4)
- 11 maj: Inför Eurovision Song Contest 2010 (3:4)
- 15 maj: Presscentret öppnade
- 16 maj: Repetitionerna inleddes i Telenor Arena
- 18 maj: Inför Eurovision Song Contest 2010 (4:4)
- 20 maj: Eurovision Countdown (1:3)
- 21 maj: Eurovision Countdown (2:3) + (3:3)
- 23 maj: Officiell invigning i Oslo Rådhus
- 25 maj: Semifinal 1 sändes, tio finalister utsågs
- 27 maj: Semifinal 2 sändes, tio finalister utsågs
- 29 maj: Nedräkning Eurovision Song Contest 2010 (1:1)
- 29 maj: Finalen sändes
- 30 maj: Tyskland korades till vinnare och Eurovision Song Contest 2010 var över för i år

### Juni 2010
- 28 juni: EBU släppte topplistorna för semifinalerna och finalen samt hur tittarna och jurygrupperna röstade. Dock fanns inte resultatet över hur varje land röstade med.